# CDS ISIS
Pour les articles homonymes, voir CDS et Isis (homonymie).
 (mai 2019).
CDS/ISIS est un logiciel destiné à la création, à la maintenance et à l'exploitation de bases de données textuelles. Ce logiciel a été créé, maintenu et diffusé par l'UNESCO. Sa première installation hors de l'UNESCO s'est faite en 1976 au Sénégal (version pour IBM 360/40) et dans sa version micro-ordinateur en 1986.

## Caractéristiques techniques et versions
Le logiciel ISIS (Integrated Set of Information Systems) a été initialement conçu et utilisé au Bureau International du Travail (Vienne) pour un ordinateur IBM 360 de petite capacité. Il sera repris et adapté aux besoins de l'UNESCO par Gian-Paolo del Bigio (mi 1970) pour remplacer le logiciel CDS (Computerized Documentation System : CDS). Il deviendra CDS/ISIS et fonctionnera sur IBM 360-40 et au-dessus. La version mise au point pour l'UNESCO est multilingue. Il existe, pour chaque langue implémentée, une base des libellés des menus et une base des messages. Il suffit de créer une version linguistique en traduisant chaque base dans la langue désirée. Il y aura même une version arabe.

### CDS/ISIS "mainframe"
Le terme mainframe désigne un gros calculateur, catégorie à laquelle appartient l'IBM 360-40.